# 최치원 (축구 선수)
최치원(1993년 6월 11일 ~ )은 대한민국의 축구 선수이다. 현재 충남 아산 FC 소속이다. 포지션은 공격형 미드필더이다.

## 선수 경력

### 전북 현대 모터스
최치원은 신재흠 감독이 이끌고 있던 연세대학교를 재학중에 2015년 신인 자유계약으로 전북 현대 모터스에 입단했다. 입단 전부터 제2의 이재성이라는 평가를 받았으나, 많은 출전 기회를 잡지 못했고, 결국 여름 이적 시장을 통해 서울 이랜드 FC로 임대를 떠났다.

### 서울 이랜드

#### 2015시즌
2015년 8월 3일 K리그 챌린지 2015 시즌 24라운드 FC 안양과의 홈 경기에 교체 출전하며, 서울 이랜드에서의 첫 경기를 치렀다. 뒤이어 8월 12일 26라운드 상주 상무와의 원정 경기에서 첫 선발 출전을 기록하였고, 서울 이랜드에서의 첫 득점까지 성공시켰다. 이 후 다섯 차례 더 선발 출전하였으나, 그 뒤로는 출장 기회를 부여받지 못하였다. 44라운드 강원 FC와의 원정 경기 전반 36분 경, 센터 서클 부근에서 공중에 떠오른 볼을 따내기 위해 경합을 시도하다, 강원의 미드필더 한석종과 머리를 강하게 부딪히는 사고가 발생하였다. 충돌 직후 최치원은 곧바로 일어서려 했으나, 이마에서 피가 다량으로 쏟아지는 것을 확인한 이후, 곧바로 다시 누워 지혈에 집중하였다. 최치원은 교체되어 나갔고, 확인 결과 두개골이 골절당하는 큰 부상이었음이 알려졌다. 촬영 결과 두개골에 두 줄로 금이 가있었으며, 그 중 한 줄은 정수리부터 이마까지 길게 뻗어있었다. 오히려 피를 많이 흘려 내부에 피가 고이지 않은 것이 다행인 경우였다. 최치원은 오프 시즌동안 재활에 전념하였으며, 서울 이랜드 측에서 도움을 준 것으로 알려졌다.

#### 2016시즌
2015 시즌 후 전북으로 임대 복귀하였고, 2016년 3월 24일 다시 서울 이랜드로의 재임대가 발표되었다. 그러나 부상의 정도가 심각했던만큼, 머리뼈가 다 굳은 것이 확인되기 이전에 출장을 하지는 않았다. 결국 2016 시즌에는 0경기 출장으로 마무리지었다.

#### 2017시즌
2017년 1월, 최치원은 서울 이랜드로 완전 이적하였다. 3월 12일 K리그 챌린지 2017 시즌 2라운드 경남 FC와의 홈경기에 교체 투입되며, 477일만에 그라운드에 복귀하였다. 당시 최치원은 헤드기어를 착용한 채 그라운드에 나섰는데, 이는 선수의 트라우마 극복 및 심리적 안정을 위한 것이었다. 3월 18일 대전 시티즌과의 원정 경기에서 선발 출장하여 골을 기록하였으며, 이는 최치원에게 585일만의 득점이었다. 그러나 최치원은 또 다른 부상으로 인해 전반기를 다시 휴식으로 넘겨야 했다. 8월 6일 23라운드 성남 FC와의 홈 경기에서 교체 출전하며, 다시 그라운드에 복귀하였다. 8월 26일 27라운드 경남 FC와의 홈 경기에서 최치원은 경기 도중 헤드기어를 벗어던지고 플레이에 임하였다. 이는 본인 스스로 선택한 것으로, 헤드기어에 의존하지 않고 트라우마를 극복하기 위한 것이었다. 9월 9일 29라운드 FC 안양과의 홈 경기에서 교체 출전한 뒤, 팀의 두 번째 골을 기록하였으나 팀은 패배하였다. 9월 16일 성남 FC와의 원정 경기에서 선발 출전하여 두 골을 기록하였으며, 이는 그의 커리어 최초 멀티골이자, 두 경기 연속 골이었다. 10월 29일 부천 FC 1995와의 시즌 마지막 경기에서 선발 출전하여 득점을 기록하였다. 비록 전반기에 다시 부상을 당하긴 했지만, 최치원의 2017시즌은 다시 그라운드에서 활약하게 된 기점이 된 시즌이었다. 최치원은 이 시즌에 17경기에 출전하여 6골 1도움을 기록하였으며, 팀 내 득점 2위에 올라서면서 시즌을 마무리지었다.

#### 2018시즌
K리그2 2018 시즌 공격형 미드필더 자리에 주로 위치하며 시즌을 시작하였다. 4월 14일 FC 안양과의 홈 경기에서는 주전 스트라이커 디에고 비엘키에비츠가 부상으로 전력에서 이탈하며, 그 자리를 메꾸기 위해 최전방에 나선 적도 있었다. 4월 29일 9라운드 안산 그리너스와의 홈 경기에서 34분 경 허벅지에 통증을 호소하더니, 그라운드 밖으로 실려나갔고, 36분 경 김재웅과 교체되었다. 이 후 재활에 전념하다가 7월 28일 대전 시티즌과의 홈 경기에서 64분 경 이예찬을 대신에 교체 투입되면서, 68일 만에 그라운드에 복귀하게 되었다. 최치원은 교체 투입 후 6분만에 최오백이 올린 크로스를 헤더로 마무리지으며, 복귀 신고 골까지 기록하였다.

### 강원 FC

#### 2019시즌
군 입대를 위하여 경주 시민축구단으로 이적하였으나 포기하고 후반기 이적시장에서 강원 FC로 이적하였다.

### 화성 FC
2020시즌을 앞두고 화성 FC에 입단했다.